# Flesh for Fantasy
Flesh for Fantasy ist ein Lied des britischen Rockmusikers Billy Idol aus dem Jahr 1983, das er mit seinem Gitarristen Steve Stevens schrieb. Es erschien erstmals im November 1983 auf Idols Album Rebel Yell und wurde am 13. September 1984 als dritte Single daraus ausgekoppelt.

## Hintergrund
Idol und sein Gitarrist Steve Stevens hatten an einer Songidee gearbeitet, zu deren Titel Idol nach dem 1943 gedrehten Film Flesh and Fantasy (deutscher Titel: Das zweite Gesicht) mit Barbara Stanwyck und Edward G. Robinson inspiriert wurde. Zu diesem Zeitpunkt handelte es sich noch um einen schnellen Rock-and-Roll-Song. Idol war nicht vom Wert ihrer Idee überzeugt, ihm fehlte eine solide Basis, um ein vollwertiges Lied fertigzustellen. Keith Forsey, der erneut als Produzent mit Idol arbeitete, sah jedoch Potential.
Die Musiker probierten es mit einem anderen, langsameren, synkopierten Groove, der jedoch noch nicht passte, und unterbrachen die Arbeit an dem Lied, weil sie zu dieser Zeit zeitgleich an mehreren Ideen arbeiteten. Flesh for Fantasy wurde später in den Electric Lady Studios fertiggestellt, dabei wurde der punkige Refrain beibehalten, die Verse jedoch in souliger Weise gesungen.

## Musikvideo
Unter der Regie von Howard Deutch entstand in den Silvercup Studios in Astoria, Queens das offizielle Musikvideo für Flesh for Fantasy.

„Die Plattenfirma bat uns um einen Clip zu »Flesh for Fantasy«. Wir
nutzten eine dreitätige Tourneepause und drehten in den Silvercup Studios
in Astoria, Queens, von Manhattan aus leicht über eine Brücke zu erreichen.
Perri hatte eine eigene Tanztruppe zusammengestellt, die im Cat Club
probte, nur wenige Blocks vom Sheridan Square entfernt. Der Laden war
echt cool. Er war winzig, mit einer kleinen Bühne, auf der Bands auftreten
und Perris Tänzerinnen ihre Nummern vorführen konnten.
Da die Mädchen mit Perris Choreografien vertraut waren, beschlossen wir,
sie im »Flesh for Fantasy«-Clip einzusetzen, um die Szenen mit Leben zu
füllen. Denn im Prinzip stiefele ich darin nur durch verschiedene Filmsets,
inklusive einer futuristischen Stadt und einem dreieckigen Tunnel.“

Auf YouTube verzeichnet das Video über 19 Millionen Aufrufe (Stand Juni 2024).

## Rezeption
Flesh for Fantasy wurde als dritte Single aus dem am 10. November 1983 veröffentlichten Album Rebel Yell ausgekoppelt. Als B-Seite diente in Europa Blue Highway, in den USA The Dead Next Door. Die am gleichen Tag herausgegebene Maxisingle enthielt einen 7:00 Minuten langen und von Gary Langan angefertigten, Below the Belt Mix betitelten Remix des Liedes, außerdem die Single-Version des Songs sowie das Lied Blue Highway.
Den größten Erfolg hatte die Single in Deutschland, wo sie Platz 11 der Musikcharts erreichte. In den USA gelangte sie auf Platz 29 der Billboard Hot 100, in Großbritannien reichte es nur zu Platz 54. Am 8. Dezember 1984 trat Billy Idol mit dem Song bei Thommys Pop Show extra im ZDF in der Dortmunder Westfalenhalle vor einem weltweiten Fernsehpublikum auf.
Das Lied wurde bisher von Megaherz (2002) und Nu Pagadi (2005) als Coverversion neu aufgenommen.